# Безсмертний полк
«Безсмертний полк» — російська пропагандистська громадська організація. Зареєстрована 2011 року в Томську (Росія) трьома журналістами. Організацією проводяться однойменні акції-марші з портретами та виступами-вшануванням учасників війни.
Початковою метою громадської організації було збирання історій військовослужбовців через власний сайт. В Росії та в проросійських колах, за межами Росії, акція здебільшого позиціюється як патріотична, в інших країнах — як провокативна та спекулятивна.
З початком російської збройної агресії проти України та російської анексії Криму, на фоні стимульованої екзальтації хвилі патріотизму в середині Росії, виступи організації охопили велику кількість міст Росії, активно почали проводитись за кордоном, пізніше, у 2016 році відкрито отримавши дотації з бюджету РФ у вигляді грантів.

## Підтримка
При реалізації проекту використовуються кошти державної підтримки з бюджету РФ (5 млн рублів) у вигляді грантів, відповідно до розпорядження президента РФ від 05.04.2016, і на підставі конкурсу, проведеного Національним благодійним фондом РФ, де найбільші суми грантів були виділені на створення культу та вшанування пам'яті Другої світової війни, вивчення проблем євразійського союзу, фонду вивчення новітньої історії Європи та підготовку фахівців у цій галузі.

## Критика
Низка українських ЗМІ назвали заходи цієї організації провокативними, влада деяких українських міст забороняла проведення акції через суд.
Акції піддав критиці через політичну заангажованість та витончений спекулятивний характер, організованість та можливий примус до участі Президент Порошенко. Критиками виступають як представники ліберальних кіл, так і російські імперці.

## Дискредитація акції
- 2016 — в Сімферополі самонавана «прокурор» тимчасово окупованого РФ Криму Наталія Поклонська замість світлини діда-фронтовика вийшла на акцію з портретом-іконою російського імператора Миколи II[14].
- 2017 — в кількох українських містах партія Опозиційний блок (колишня «Партія регіонів») використала дату 9 травня для реклами, супроводивши його величезною кількістю партійної символіки[15]. У Дніпрі використання такої символіки спричинило конфлікт. Під час ходи так званого «Безсмертного полку» найняті Опоблоком тітушки побили ветеранів війни на Донбасі, одному було розбито голову. В самому «Опоблоці» «тітушок» назвали активістами, а ветеранів війни — радикалами. За допомоги небайдужих громадян частину «тітушок», які били ветеранів, було упізнано і затримано поліцією[16].
- 2017 — в Сімферополі, Донецьку і Москві під час акції учасники виставили поруч з портретами загиблих радянських солдатів, зображення російських і проросійських терористів, вбитих на Донбасі[17].